# Folkets hus, Umeå
Umeå Folkets hus är ett folkets hus, invigt 1986, beläget i centrala Umeå vid bussterminalen Vasaplan. Huset rymmer ett antal konserthallar, scener och konferenslokaler där Idun är den största och rymmer 1150 personer. 
Verksamheten drivs av Umeå Folketshus-förening U.P.A., ett bolag som till 98 procent ägs av Umeå kommunföretag AB . Föreningens uppgift är "att tillgodose umebornas behov av lokaler till kulturverksamhet, föreningsverksamhet och kommersiell verksamhet".
Till verksamheten i huset hör restaurangen Äpplet. Från 2019 är Umeå Folkets hus även huvudman för Umeå Jazzfestival . I källarlokalen Studion driver Föreningen Jazz i Umeå regelbunden klubbverksamhet. Sedan maj 2019 huserar Guitars – The museum i byggnadens vindsvåning.
I Umeå Folkets hus arrangeras varje år ett antal större arrangemang, såsom House of Metal (November), Umefolk (februari), Littfest (mars), Powerpose FM festival (september) och Umeå Jazzfestival (oktober). Åren 1998–2018 anordnades numera avsomnade festivalen Umeå Open i huset. 
Sedan 1986 delar Umeå Folkets hus varje år ut priset Guldäpplet till en konstnär som är bosatt i eller har anknytning till Västerbotten, och är "Ung i sin konst". Priset är på 30 000 kronor.

## Historia
Umeå Folkets hus-förening u.p.a. bildades den 15 december 1924, och hade sitt första, konstituerande styrelsemöte den 7 januari året därpå. Till första ordförande utsågs Viktor Lundström, till vice ordförande byggnadssnickaren Oscar Holmberg, sedermera stadsfullmäktigeledamot. Bland de första frågor som togs upp var att köpa en fastighet, och i juli 1926 beslutade styrelsen att köpa tomt nr. 4 i kvarteret Verdandi vid Ersmarkstull – i korsningen mellan Järnvägsallén och Östra kyrkogatan – för 5 100 kronor. Trots bidrag från ett tiotal fackföreningar och flera inkomstbringande lotterier dröjde det till 1933 innan bygget kunde inledas. Den 21 oktober 1934 invigdes Umeå Folkets hus, en träbyggnad i funktionalistisk stil som bland annat inrymde kafé och kombinerad utställnings-, dans- och teaterlokal, med drygt 400 platser.
De huvudsakliga intäkterna kom de första åren från danskvällar och teaterföreställningar – även operetter och nyårsrevyer – och när Umeå kommun 1935 sökte statsbidrag av lotterimedel för att uppföra en teater, protesterade Folkets hus-föreningen hos regeringen, som avslog kommunens ansökan. Danserna på Folkan blev allt populärare ända fram till 1944, då byggnaden togs i anspråk som förläggning för finska flyktingar. 
Redan 1938 väcktes för första gången frågan om en utbyggnad, och några år senare diskuterades att bygga en biograf, men av planerna realiserades bara en mindre ombyggnad i slutet av 1950-talet. År 1952 påminde den på 1940-talet bildade kommittén för ett teater- och konserthus att man fortfarande förvaltade 150 000 kronor som insamlats för ändamålet, och efter en ny utredning föreslog kommittén 1955 att ett sådant hus skulle byggas på kvarteret Idun, vilket stadsfullmäktige beslutar. Folkets hus-föreningen var vid den tiden inte engagerat i den frågan, utan genomförde istället en egen tillbyggnad, med lokaler för flera fackföreningar och en kiosk, som stod klar 1961. Folket hus fick dock från 1951 anslag av Umeå stad för att föreningen håller staden med teaterlokal.
Från 1970-talets början försämrades föreningens ekonomi. Teaterverksamheten hade länge gått med underskott, och konkurrensen om danspubliken hade ökat sedan tillkomsten av Hotell Dragonen, Universum på universitetsområdet och sporthallen i Holmsund. Samarbetet med  kommunen blev tätare, sedan sociala nämnden börjat hyra lokalerna för ungdomsdanser.
1973 blev det klart att en professionell musikteater – det som kommer att bli Norrlandsoperan – skulle förläggas till Umeå, och Folkets hus-föreningen såg positivt på att denna tills vidare skulle få använda Folkets hus lokaler. Ungefär samtidigt föreslog kulturnämnden på nytt att det skulle byggas ett kulturhus på kvarteret Idun, med "teater, huvudbibliotek, studie- och hobbylokaler, kommunal biograf, bussterminal och inomhustorg". Nu engagerade sig Folkets hus-föreningen åter i frågan och dess ordförande Everth Gustafsson uppmanade medlemsorganisationerna att verka för ett "Folkets hus i kvarteret Idun".